# Scelta Civica
Scelta Civica („Bürgerliche Wahl“) war eine liberale und pro-europäische Partei der politischen Mitte in Italien, die von 2013 bis 2019 bestand.
Sie wurde kurz vor der Parlamentswahl im Februar 2013, gegründet, um die Unterstützer des damals parteilosen Übergangs-Ministerpräsidenten Mario Monti zu versammeln. Bei der Wahl kam die Partei auf 8,3 % der Stimmen. Sie gehörte von 2013 bis 2016 den Koalitionsregierungen Enrico Lettas und Matteo Renzis an, der Regierung von Paolo Gentiloni (ab Dezember 2016) jedoch nicht mehr. Zu den Parlamentswahlen in Italien 2018 trat die Partei im Rahmen der Liste Noi con l'Italia als Teil des Mitte-rechts-Wahlbündnisses an, scheiterte aber am Wiedereinzug in das Parlament.

## Gründung

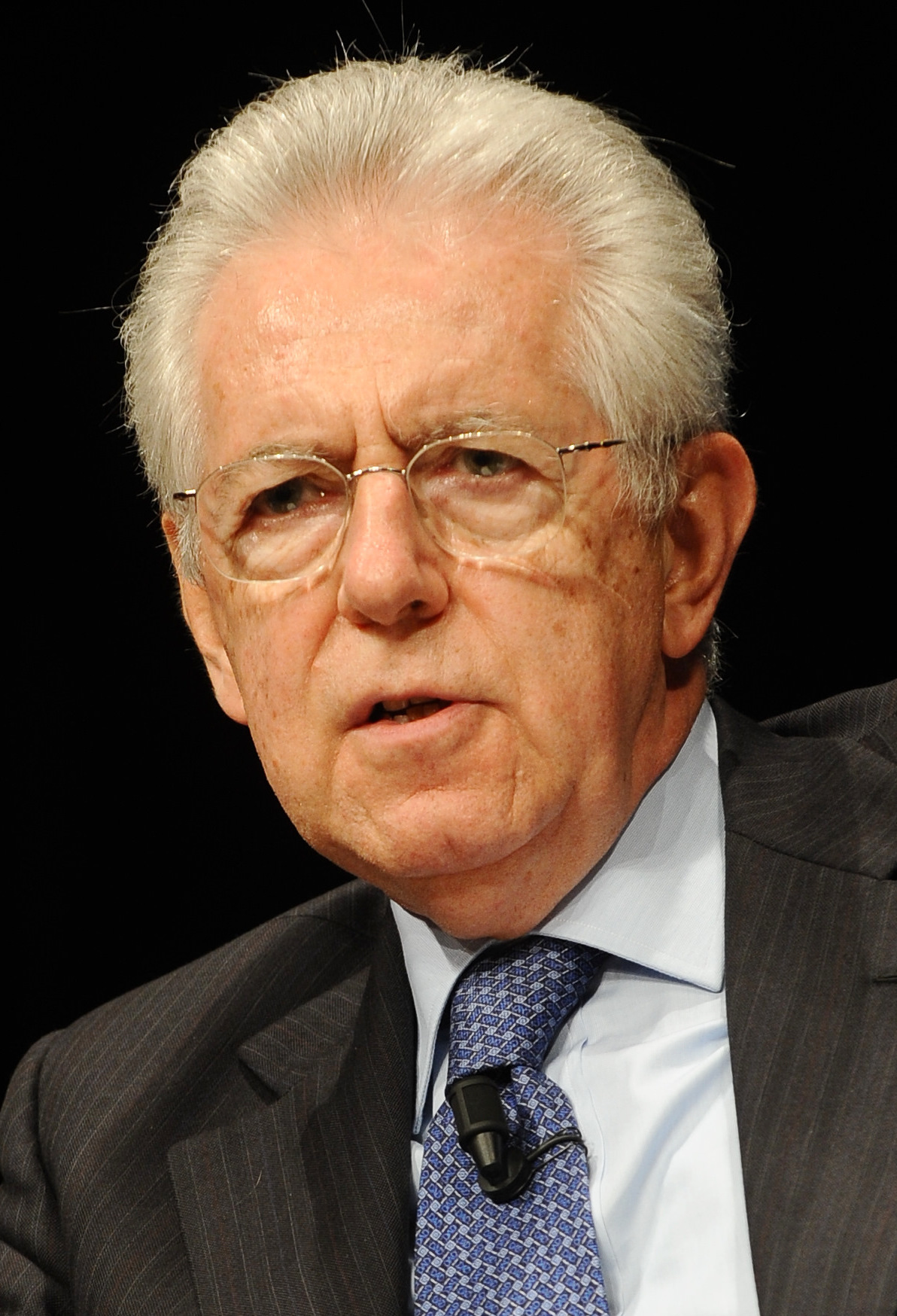
Mario Monti

Ein Vorläufer der Scelta Civica war die politische Initiative Verso la Terza Repubblica („der Dritten Republik entgegen“), die im November 2012 hauptsächlich von Unternehmern (namentlich Luca Cordero di Montezemolo), christlichen Gewerkschaftern und Vertretern katholischer Laienorganisationen, sowie Mitte-Politikern gegründet wurde, um Montis Reformpolitik zu unterstützen. Hinzu kamen drei zuvor parteilose Minister aus Montis seit November 2011 amtierender „Technokratenregierung“, Politiker von kleineren Parteien der politischen Mitte, moderate Abweichler sowohl der Mitte-rechts-Partei Il Popolo della Libertà (PdL) als auch der sozialdemokratischen Partito Democratico (PD) und parteilose Persönlichkeiten aus Wirtschaft und Gesellschaft, die die Fortführung von Montis Reformagenda wünschten. Monti zufolge sollte Scelta Civica keine Partei im eigentlichen Sinne, sondern eine Wählervereinigung unabhängiger Bürger sein. Die traditionellen politischen Richtungen links, rechts und Mitte bezeichnete Monti als überholt. Auch sei die neue Gruppierung trotz der Beteiligung vieler Personen aus dem Spektrum der untergegangenen Democrazia Cristiana keine Wiedergeburt derselben.
Zugleich mit der Gründung der neuen Partei kündigte Monti ein Wahlbündnis (Listenverbindung nach dem italienischen Wahlrecht) mit den Parteien Unione di Centro (UdC) und Futuro e Libertà per l’Italia (FLI) an. Dieses trug den Namen Con Monti per l’Italia („Mit Monti für Italien“). Bei der Wahl zum Senat traten die drei Parteien, wegen der spezifischen Gegebenheiten des Wahlrechts, mit einer gemeinsamen Liste an.
Erster Vorsitzender der neuen Partei wurde Andrea Riccardi, der Gründer der katholischen Laiengemeinschaft Sant’Egidio.

## Wahl 2013
Bei der Wahl am 24. und 25. Februar 2013 gewann die Scelta Civica 8,3 % der Stimmen und 37 der 630 Sitze in der Abgeordnetenkammer. Die Senatsliste Con Monti per l’Italia gewann 9,1 % der Stimmen und 18 Sitze, von denen 15 an Mitglieder der Scelta Civica gingen. Damit wurde sie viertstärkste Kraft, hinter den etablierten Großparteien PD und PdL sowie der neuen MoVimento 5 Stelle. Lorenzo Dellai, der ehemalige Landeshauptmann des Trentino, wurde Fraktionsvorsitzender im Abgeordnetenhaus. Mario Mauro, ehemaliger Sprecher der PdL-Abgeordneten im Europaparlament, der seine Partei wegen der zunehmend anti-europäischen Politik seines Parteivorsitzenden Silvio Berlusconi verlassen hatte, wurde Gruppenchef der Scelta Civica im Senat. Mario Monti, der zuvor bereits faktischer Anführer (Leader) der Partei und ihr Spitzenkandidat bei der Wahl war, übernahm im März auch formell den Parteivorsitz.

## Regierungsbeteiligung und Spaltung
Die Scelta Civica trat der Großen Koalition aus PD, PdL und Mitte-Lager bei und gehörte der im April 2013 ins Amt eingeführten Regierung von Enrico Letta an. In ihr stellte sie mit Mario Mauro den Verteidigungsminister und mit Enzo Moavero Milanesi den Minister für europäische Angelegenheiten. Mauros Nachfolger als Vorsitzender der Senatsfraktion wurde Gianluca Susta.
Bereits kurze Zeit nach der Wahl brachen Richtungsstreitigkeiten aus, ob die Partei sich eher in eine liberale oder eine christdemokratische Richtung entwickeln sollte. Monti trat im Oktober 2013 als Parteivorsitzender zurück, nachdem er sich mit einer Mehrheit der Senatoren der Scelta Civica über die künftige Ausrichtung der Partei zerstritten hatte. Sein Nachfolger wurde für eine Interimszeit der Abgeordnete Alberto Bombassei, Gründer des Bremsanlagenherstellers Brembo und ehemaliger Präsident des Unternehmerverbands Confindustria. Nach dem Verlust der Identifikationsfigur Monti intensivierten sich die Flügelkämpfe noch. Die christdemokratische Mehrheit in der Senatsfraktion setzte den eher sozialliberalen Vorsitzenden Susta ab und ersetzte ihn durch einen der ihren, Lucio Romano.
Am 15. November zogen die Vertreter des christdemokratischen Flügels, einschließlich des Ministers Mauro und des Fraktionschefs Dellai, geschlossen aus dem Parteitag aus. Sie gründeten anschließend die neue Partei Per l’Italia („Für Italien“). Bei der Scelta Civica verblieben 26 Deputierte und 8 Senatoren. Alberto Bombassei wurde als ordentlicher Parteivorsitzender bestätigt. Sein Stellvertreter wurde Renato Balduzzi. Neuer Fraktionschef der Scelta Civica in der Abgeordnetenkammer wurde Andrea Romano, der der liberalen Denkfabrik Italia Futura von Montezemolo nahesteht. Die verbliebenen Senatoren setzten erneut Gianluca Susta als Anführer ein.
Nach der Kabinettsumbildung im Februar 2014 war Scelta Civica mit der Bildungs- und Forschungsministerin Stefania Giannini im Kabinett Renzi vertreten. Sie trat jedoch im Februar 2015 zur Partito Democratico über, anschließend stellte SC nur noch einen Staatssekretär im Finanzministerium.

## Absinken in die Bedeutungslosigkeit
Zur Europawahl 2014 trat die Partei gemeinsam mit den Parteien Centro Democratico, Fare per Fermare il Declino, Partito Repubblicano Italiano und Partito Liberale Italiano als Teil des Wahlbündnis Scelta Europea an, das die Kandidatur des belgischen Liberalen Guy Verhofstadt als EU-Kommissionspräsident unterstützte, erreichte jedoch nur 0,72 % der Stimmen und keine Sitze im Europäischen Parlament. Daraufhin wurde im Juli 2014 Renato Balduzzi zum neuen Parteivorsitzenden gewählt, der jedoch bereits im September wieder von seinem Amt zurücktrat.
Als nach dem Rücktritt von Matteo Renzi als Ministerpräsident im Dezember 2016 sein Nachfolger Paolo Gentiloni keine Minister aus den Reihen von Scelta Civica nominierte, verweigerte die Partei der Regierung ihre Unterstützung. In den folgenden Monaten näherte sich Scelta Civica dem Mitte-rechts-Bündnis von Silvio Berlusconi an, als dessen Teil man zum ersten Mal bei den Regionalwahlen auf Sizilien im November 2017 antrat. Zu den Parlamentswahlen in Italien 2018 trat die Partei im Rahmen der Liste Noi con l'Italia (Zusammenschluss kleiner christdemokratischer und liberal-konservativer Parteien unter Führung von Raffaele Fitto) als Teil des Mitte-rechts-Wahlbündnisses an. Noi con l’Italia erhielt 1,3 % der Stimmen, vier Deputierte und vier Senatoren, von denen jedoch kein einziger der Scelta Civica angehörte.
Nach der Wahl löste sich die Partei faktisch auf, im Juli 2019 wurde sie aus dem Parteienregister gestrichen.